# Castillo de Châlus-Chabrol

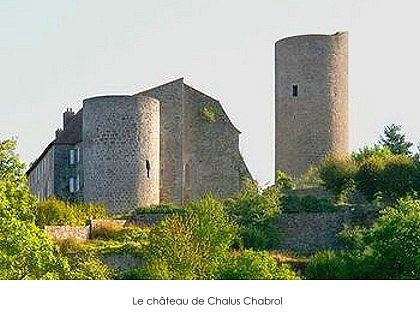
Vista del Château de Chalus-Chabrol

El Château de Châlus-Chabrol es un castillo situado en la comuna francesa de Châlus, perteneciente al departamento de Alto Vienne.
El castillo domina la ciudad de Châlus y se compone en la actualidad de una torre del homenaje de estructura circular, que data del siglo XII, y de una edificación residencial construida entre los siglos siglo XI y siglo XIII, la cual fue ampliada en el siglo siglo XVII.
El castillo protegía el acceso sur hacia Limoges y la ruta norte-sur entre París y España, así como la antigua ruta este-oeste que unía el Mediterráneo y el Atlántico.
Es famoso por ser el lugar donde murió Ricardo Corazón de León como consecuencia de las heridas producidas por una ballesta mientras sitiaba el castillo en el año 1199. Sus vísceras están enterradas en la capilla del castillo. El castillo también se encuentra vinculado con César Borgia.
El Château de Châlus-Chabrol fue catalogado como monumento histórico por el ministerio francés de Cultura en el año 1925. El castillo estuvo abierto al público hasta 2006, año en que fue vendido y desde entonces se ha cerrado el acceso al público.